# José Mojica
José Francisco de Guadalupe Mojica Mojica (* 14. September 1896 in San Gabriel/Jalisco; † 20. September 1970 in Lima) war ein mexikanischer Sänger (Tenor) und Schauspieler.

## Leben
Mojica hatte erste musikalische Erfahrungen als Sänger in Kinderchören in Guadalajara und später in Mexiko-Stadt. Pläne eines Studiums an der Escuela Nacional de Agricultura zerschlugen sich durch den Ausbruch der Mexikanischen Revolution, und er begann 1914 am Conservatorio Nacional de Música eine Gesangsausbildung bei José Pierson und Alejandro Cuevas. Er schloss sich 1915 Piersons Compañía Impulsora de Ópera an und debütierte im Folgejahr als Erster Tenor in Rossinis Il barbiere di Siviglia am Teatro Arbeu.
Im gleichen Jahr ging er nach New York, wo er zunächst als Tellerwäscher in einem Restaurant arbeitete. Bei Gelegenheit übernahm er Nebenrollen in einer Theatergruppe. Er lernte Enrico Caruso kennen, der ihn an die Chicago Opera Company empfahl, wo er an der Seite von Sängerinnen wie Mary Garden und Amelita Galli-Curci auftrat. Die Komponistin María Grever produzierte mit ihm eine Aufnahme ihres Liedes Júrame, und Agustin Lara widmete ihm den Bolero Solamente una vez. Bei Edison Records entstand eine Aufnahme von Debussys Pelléas et Mélisande mit Mary Garden.
1930 erhielt er einen Vertrag bei der Fox Film Corporation in Kalifornien und trat dort in einer Reihe von Filmen u. a. mit Mona Maris und Rosita Moreno auf. 1938 kehrte er nach Mexiko zurück, wo einige weitere Filme entstanden. Nach dem Tod seiner Mutter 1940 verfiel Mojica in Depressionen und hatte religiöse Visionen. Nach einer Südamerikatournee übergab er seine Besitztümer der Kirche und trat 1942 als Fray José de Guadalupe Mojica in das Franziskanerseminar von Cuzco in Peru ein. 1947 wurde er im Templo Máximo de San Francisco de Jesús zum Priester geweiht.
Um Geld für ein Seminar in Arequipa zu beschaffen, unternahm er eine vierzehnmonatige Tournee durch Argentinien und andere Länder, bei der ihn 800.000 Menschen hörten. Auf Wunsch von Papst Pius XII. kehrte er auch wieder zum Kino zurück und drehte ab 1953 mehrere Filme in Spanien. 1958 verfasste er seine Autobiographie Yo pecador. 1969 ehrte ihn das Instituto Nacional de Bellas Artes in Mexiko-Stadt mit einer Hommage. Danach kehrte er nach Peru zurück, wo er 1970 an einer Herzerkrankung starb.